# Prva liga Herceg-Bosne 1998-1999
La Prva liga Herceg-Bosne 1998-1999 è stata la sesta edizione del campionato della Repubblica Croata dell'Erzeg-Bosnia. La UEFA non riconosceva il torneo, quindi le squadre non potevano qualificarsi per le coppe europee.
È stata la terza edizione a girone unico.

## Contesto storico
La N/FSBiH e la Federazione calcistica dell'Erzeg-Bosna siglarono l'anno precedente un accordo secondo il quale le migliori squadre dei propri campionati avrebbero disputato i play-off per determinare la squadra campione e le altre qualificate alle coppe europee oltre che una finale tra le vincitrici delle rispettive coppe nazionali. Tale accordo questa stagione non venne rispettato.
La federazione calcistica della Repubblica Serba di Bosnia ed Erzegovina organizzò i propri tornei, non riconosciuti dalla UEFA.

## Squadre partecipanti

### Profili
| Squadra                 | Città                 | Stagione 1997-98   |
| ----------------------- | --------------------- | ------------------ |
| NK Široki Brijeg        | Široki Brijeg         | campione           |
| HŠK Zrinjski            | Mostar                | 2º                 |
| HNK Orašje              | Orašje                | 3º                 |
| NK Brotnjo              | Čitluk                | 4º                 |
| NK Troglav              | Livno                 | 5º                 |
| HNK Stolac              | Stolac                | 6º                 |
| NK Kiseljak dragovoljac | Kiseljak              | 7º                 |
| NK GOŠK                 | Gabela                | 8º                 |
| HNK Ljubuški            | Ljubuški              | 9º                 |
| NK Posušje              | Posušje               | 10º                |
| HNK Sloga Uskoplje      | Gornji Vakuf-Uskoplje | 11º                |
| NK Vitez                | Vitez                 | 12º                |
| NK Odžak 102            | Odžak                 | 1º in 2. liga NORD |
| NK Redarstvenik         | Mostar                | 1º in 2. liga SUD  |

### Formula
- La vincente è campione della Repubblica Croata dell'Erzeg-Bosnia.
- Le ultime 2 classificate retrocedono in Druga liga Herceg-Bosne.

## Classifica
| Pos. | Squadra              | Pt | G  | V  | N | P  | GF | GS | DR  |
| ---- | -------------------- | -- | -- | -- | - | -- | -- | -- | --- |
| 1.   | Posušje              | 58 | 26 | 17 | 7 | 2  | 53 | 14 | +39 |
| 2.   | Široki Brijeg        | 53 | 26 | 16 | 5 | 5  | 65 | 25 | +40 |
| 3.   | Zrinjski Mostar      | 52 | 26 | 16 | 4 | 6  | 44 | 21 | +23 |
| 4.   | Brotnjo              | 47 | 26 | 14 | 5 | 7  | 53 | 26 | +27 |
| 5.   | Orašje               | 44 | 26 | 13 | 5 | 8  | 39 | 25 | +14 |
| 6.   | Troglav              | 37 | 26 | 12 | 1 | 13 | 36 | 31 | +5  |
| 7.   | Kiseljak Dragovoljac | 32 | 26 | 9  | 5 | 12 | 30 | 35 | -5  |
| 8.   | NK Vitez             | 31 | 26 | 10 | 1 | 15 | 24 | 40 | -16 |
| 9.   | Stolac               | 31 | 26 | 9  | 4 | 13 | 20 | 42 | -22 |
| 10.  | Ljubuški             | 30 | 26 | 8  | 6 | 12 | 26 | 37 | -11 |
| 11.  | GOŠK Gabela          | 30 | 26 | 9  | 3 | 14 | 30 | 54 | -24 |
| 12.  | Redarstvenik Mostar  | 29 | 26 | 8  | 5 | 13 | 27 | 36 | -9  |
| 13.  | Odžak 102            | 29 | 26 | 8  | 5 | 13 | 38 | 53 | -15 |
| 14.  | Sloga Uskoplje       | 12 | 26 | 2  | 6 | 18 | 16 | 62 | -36 |

Legenda:
      Campione della Erzeg-Bosnia.
      Retrocesso in Druga liga Herceg-Bosne.
Note:
Tre punti a vittoria, uno a pareggio, zero a sconfitta.

## Classifica marcatori
- 19 reti
  - Slađan Filipović (Široki Brijeg)
- 14 reti
  - Marko Barukčić (Odžak 102)
- 11 reti
  - Darko Zeljić (GOŠK Gabela)
  - Dragan Pešić (Posušje)
- 10 reti
  - Miro Katić (Široki Brijeg)
  - Boro Matan (Troglav Livno)